# ناسور مثاني مهبلي
الناسور المَثانِيٌّ المَهْبِلِيّ (بالإنجليزية: Vesicovaginal fistula)‏ أحد الأنواع الفرعية للناسور البوليّ التناسليّ (بالإنجليزية: urogenital fistula)‏.

## الأعراض
الناسور المثاني المهبلي، هو قناة ناسورية غير طبيعية تمتد بين المثانة " vesico" والمهبل تسمح بتسريب لا إرادي مستمر للبول في قبو المهبل.
بجانب العواقب الطبية لهذه النواسير، فإنها تؤثر أيضاً على الحالة العاطفية والنفسية للمريضة.

## الأسباب
الولادة هي السبب في أغلب الأحيان ( في تلك الحالة يسمى بناسور الولادة ) عندما تستغرق عملية الولاد فترة طويلة حيث يضغط رأس الطفل عى عظم حوض الأم مما يؤدي لتوقف تدفق الدم لجداريّ المثانة والمهبل. في تلك الحالة قد تتآكل الأنسجة أو تموت مخلِّفةً فُتحة.
من الممكن أو ينشأ الناسور نتيجة لحالات الاغتصاب العنيفة، خاصة تلك التي تتضمن عدَّة مُغتصِبين أو أدوات غريبة.
وقد بدأت بعض المراكز الصحية في دول مثل جمهورية الكونغو الديمقراطية بالتخصص في جراحة ترميم النواسير المهبلية.
قد ينتج الناسور عن استئصال الرحم، جراحات الأورام السرطانية، العلاج الإشعاعي والخَزْعَةٌ المَخْروطِيَّة "cone biopsy".

## ترميم الناسور المثاني المهبلي
عادة ما يتم إصلاح الناسور المثاني المهبلي إما عن طريق المهبل "transvaginally" أو عن طريق المنظار، على الرغم من أن المرضى الذين أجروا جراحات عديدة عن طريق المهبل يلجأون لمحاولة إصلاح نهائية من خلال شق واسع في البطن.
أصبح استخدام المنظار لإصلاح الناسور المثاني المهبلي أكثر انتشارا وذلك لأن لديه قدرة إظهار أفضل، ارتفاع نسبة النجاح، وانخفاض معدل حدوث المضاعفات.

## المضاعفات المحتملة للعلاج الجراحي
- معاودة تكوين الناسور.[7]
- اصابة الحالب، الأَمْعاء.
- تقصير المهبل.

## وصلات خارجية
- Fistula Vesico Vaginal Information in Spanish about Fistula Vesico Vaginal. Caracas, Venezuela
- Worldwide Fistula Fund is a non-profit organization that provides free fistula surgeries and prevention outreach in Danja, Niger
- The International Organization for Women and Development is a non-profit organization that assists in Niger
- One By One - a nonprofit organization working to eliminate obstetric fistula.
- FORWARD - a charity that works to eliminate VVF/fistula  and gender-based discriminatory practices such as FGM and child marriage which can cause VVF
- Fistula Foundation - supporting the work of the Hamlin Fistula Hospitals in Ethiopia.
- Women's Health and Education Center
- Urinary Fistula
- Bladder - Vaginal Fistula Surgeons
- "James Marion Sims (1813-1883)” by A. Andrei at the Embryo Project Encyclopedia